# Henri Boudet
Pour les articles homonymes, voir Boudet.
 (mars 2017).
- Si vous ne connaissez pas le sujet, laissez ce bandeau (vous pouvez alors contacter les auteurs).
- Si vous supprimez le contenu mis en cause (vous pouvez préalablement contacter les auteurs),

argumentez précisément cette suppression dans la page de discussion
(un manque de référence n'est pas un argument ; une recherche réelle de référence doit avoir été effectuée, être formellement documentée).
Œuvres principales
La Vraie Langue celtique et le cromleck de Rennes-les-Bains (1886)
Jean Jacques Henri Boudet mieux connu sous le nom de l’abbé Henri Boudet, est un homme d'Église, hermétiste et écrivain français né le 16 novembre 1837 à Quillan et mort le 30 mars 1915 à Axat.
Il fut pendant 42 ans le curé de Rennes-les-Bains, station thermale située dans le département de l'Aude.
Il est surtout connu comme l'auteur de La Vraie Langue celtique et le cromleck de Rennes-les-Bains, livre énigmatique en huit chapitres qui parut en 1886, ouvrage dans lequel l'auteur tente d'associer celtisme amalgamé avec le mégalithisme et christianisme et cherche à démontrer par l'étude étymologique (chapitres 1 à 6) de mots languedociens, hébreux, puniques, kabyles, basques et celtes par l'anglais de l'existence d'une langue primitive commune à toute l'humanité, « une sorte de vieux celte » confondu avec l'anglais moderne qu'il nomme La Vraie Langue celtique. La langue adamique aurait été conservée selon lui par la descendance postdiluvienne du patriarche biblique Gomère : le peuple celte des Volques Tectosages qui seraient aussi les ancêtres des Francs.
Les Anglo-Saxons, descendants supposés  d'une colonie de Volques Tectosages (que l'abbé Boudet nomme Tectosages, dont dériverait le nom propre Saxon) perdue quelque part dans la forêt hercynienne et qui finiront par réapparaître et s'installer dans une partie de l'Île de Bretagne mieux connue sous le nom d'Angleterre.
Le septième chapitre du livre est quant à lui consacré à de prétendus mégalithes que l'abbé Boudet fait figurer à tort comme faisant partie d'un immense Cromleck de seize ou dix-huit kilomètres de pourtour mais qui ne sont en réalité que des blocs de pierres restées en place, résultat de l'érosion naturelle. Les toponymes des environs de Rennes-les-Bains quant à eux porteraient la marque linguistique des Tectosages, liant intimement le cromlech à la résurrection, ou, si l'on veut, au réveil inattendu de la langue celtique.
Enfin, le livre s'achève sur le village celtique de Rennes-les-Bains.

## Biographie
Jean Jacques Henri Boudet est né à Quillan, à l'instar de ses aînés, dans la maison de la veuve Pinet-Laval (née Angélique-Zoé-Caroline Saurel, une voisine), le 16 novembre 1837. Issu d'une famille de la petite-bourgeoisie originaire du Tarn, il est le quatrième enfant et troisième fils (second des enfants survivants) de Pierre Auguste Boudet, régisseur de la fonderie de Quillan et fondé de pouvoir du comte François Denis Henry Albert de La Rochefoucauld-Bayers (1799 – 1854), un des actionnaires de la société des forges et fonderies d'Axat, et de Jeanne Françoise Adélaide Elizabeth Huillet née à Montfort-sur-Boulzane, fille de Jean Huillet, régisseur de forges. De cette union naitra un dernier enfant, un fils : Jean Baptiste Edmond Boudet (1840-1907), le futur notaire d'Axat et l'auteur des gravures et de la carte géographique de la région de Rennes-les-Bains (l'énigme dans l'énigme) faite à main levée et en trois couleurs qui illustrent La Vraie Langue celtique et le cromleck de Rennes-les-Bains.
Pierre Auguste Boudet décède à Quillan le 10 février 1841. Sa veuve, Jeanne Boudet dite Adélaide Boudet décède en 1895, sa mort sera suivie par celle de son aînée restée célibataire, Jeanne Marie Antoinette Adèle Boudet en 1896, toutes deux inhumées dans le cimetière de Rennes-les-Bains. La tombe des deux femmes est située juste à côté de celle de Jean Vié, ancien curé de Rennes-les-Bains et prédécesseur de l'abbé Boudet. Le nom des Boudet s'éteindra avec Edmond Boudet, mort sans enfant.
Si l'on peut aisément expliquer pourquoi Edmond Boudet devint notaire, c'est parce que maître Jean Chrysostome Casteilla qui fut d'abord notaire à Montfort-sur-Boulzane puis à Axat est un des témoins mentionnés sur l'acte de mariage du couple Boudet-Huillet qui fut célébré le 4 septembre 1831 à la mairie de Montfort-sur-Boulzane. Jean Chrysostome Casteilla assurément un proche de Pierre Auguste Boudet, fut certainement à l'origine de la vocation d'Edmond Boudet, ce dernier reprendra l'étude notariale de Jean Chrysostome Casteilla à Axat en 1869. A contrario, on ne sait malheureusement pas ce qui suscita l'engagement religieux du jeune Henri Boudet.
Après des études au séminaire de Carcassonne où il obtient une licence d'anglais, il entre peu de temps après au lycée catholique Saint-Stanislas de Carcassonne en qualité de professeur. Henri Boudet est ordonné prêtre le 25 décembre 1861, il est nommé vicaire de Durban le 1er janvier 1862 puis de Caunes en Minervois le 17 juin 1862. Il est ensuite nommé curé desservant de Festes et Saint André le 1er novembre 1866, et enfin de Rennes-les-Bains le 16 octobre 1872, en remplacement de Jean Vié, mort le 31 août 1872.
Henri Boudet était devenu un homme accompli, il possédait un laboratoire photographique, une machine de Wimshurst, un appareillage de galvanoplastie et des densimètres, polymathe, il s'intéressait à l'archéologie, à la philologie et aussi à la paléographie.
Il était aussi membre de plusieurs sociétés savantes, en 1888, il est admis comme membre correspondant de la Société des Arts et des Sciences de Carcassonne qui est alors présidée par son ami Louis Fédié (1815-1899) de Couiza, historien, auteur et ancien conseiller général de l'Aude et en 1897, membre par cooptation de la Société de linguistique de Paris. Ses études étymologiques portèrent sur plusieurs villages audois comme Axat, Narbonne, Gincla, Counozouls, Bessède-de-Sault, Cailla, Puylaurens, Le Bousquet, Roquefort-de-Sault, Salvezines, Artigues, Le Clat, Sainte-Colombe, Montfort et Greffeil. Il rédigea également une brève notice généalogique sur les Dax d'Axat, une vieille famille de Carcassonne et membre de la noblesse française, on peut citer deux membres de cette famille, Ange Jean Michel Bonaventure de Dax d'Axat  et son fils, Barthélémy-Léon-François-Xavîer de Dax d'Axat (1802-1875), propriétaires des forges d'Axat.
L'abbé Boudet était rentier, il recevait des revenus substantiels de biens immobiliers qu'il possédait en copropriété avec sa sœur.
Après 42 ans de sacerdoce ministériel à Rennes-les-Bains, l'abbé Boudet démissionne le 30 avril 1914. Le 2 mai 1914, le périodique catholique La Semaine Religieuse de Carcassonne annonce la nomination de l'abbé Joseph Rescanières, missionnaire diocésain à Rennes-les-Bains en remplacement de l'abbé Henri Boudet autorisé à prendre sa retraite pour raison de santé.
Henri Boudet décède le 30 mars 1915  à Axat des suites d'une longue maladie. Il est inhumé trois jours plus tard, le 2 avril à dix heures du matin, jour du Vendredi saint, au cimetière d'Axat auprès de son frère. La tombe des frères Boudet est toujours visible, le corps de Henri Boudet repose dans le caveau voisin.
On peut noter toutefois que si la tombe de l'abbé Boudet date le décès au 30 mars 1915 à l'âge de 78 ans, l'acte de décès établi par la mairie d'Axat le 1er avril 1915 à 11 heures du matin date la mort au 31 mars, survenue à sept heures du soir à son domicile.
À sa mort, ses archives passent dans la famille Saurel, la belle-famille de son frère Edmond.

### Débuts littéraires et hermétisme
Quatorze ans après son arrivée à Rennes-les-Bains, Henri Boudet publie à compte d'auteur chez l'imprimeur Victor Bonnafous de Carcassonne, La Vraie Langue celtique et le cromleck de Rennes-les-Bains, il existerait d'autre part, une édition princeps du livre qui parut en 1885. Étant donné que La Vraie Langue celtique et le cromleck de Rennes-les-Bains n'est pas un livre d'église, il était inutile pour l'abbé Boudet de demander l'imprimatur à l'évêché de Carcassonne. Le livre était disponible à l'achat auprès de l'imprimerie François Pomiès située au 50, rue de la Mairie à Carcassonne, au prix de 3 fr.50 ou franco de port au prix de 3 fr.90.
À sa sortie, le livre reçut des critiques mitigées de la part de la presse écrite régionale. Le Courrier de l'Aude daté du 18 décembre 1886 publia un article flatteur et enthousiaste, titré Rennes-les-Bains-Une importante découverte historique qui sera suivi d'une critique acerbe publiée dans Le Radical du Midi daté du 26 mai 1887 et signé du félibre Gaston Jourdanne (1858 – 1905), avocat et membre de la Société d'études scientifiques de l'Aude.
La même année, La Vraie Langue celtique et le cromleck de Rennes-les-Bains figure parmi les dix travaux historiques sélectionnés pour le Prix Gobert de l'Académie des Inscriptions et Belles-Lettres. Le Prix Gobert est décerné au «travail le plus savant et le plus profond sur l'histoire de la France et les études qui s'y rattachent et à celui qui s'en rapproche le plus» mais c'est l'historien et essayiste Alphonse de Ruble qui obtiendra  le Prix Gobert pour ses livres intitulés respectivement Le Mariage de Jeanne d'Albret et Antoine de Bourbon et Jeanne d'Albret. Toujours en 1887, Henri Boudet tentera en vain de voir son livre récompensé par le prix de la Médaille d'Or de l'Académie des sciences, inscriptions et belles-lettres de Toulouse.
En 1892, le préhistorien, archéologue et spécialiste du mégalithisme, Émile Cartailhac émit lui aussi des réserves à l'encontre de La Vraie Langue celtique et le cromleck de Rennes-les-Bains. En 1893, Gaston Jourdanne réitéra ses critiques lors d'une présentation du livre d'Henri Boudet aux membres de la Société d'études scientifiques de l'Aude.
On peut citer l'auteur de l'Histoire du pèlerinage de Notre-Dame de Marceille près de Limoux sur Aude (1891), l'abbé Joseph Théodore Lasserre (1833-1897), un des rares à saluer le travail de l'abbé Boudet.
Malgré des tentatives infructueuses de voir le fruit de ses recherches honoré par ses contemporains, Henri Boudet prit l'initiative de préserver pour la postérité son livre, il fit don d'un exemplaire à l'Université de Cambridge (lettre écrite en français à l'attention du recteur de la très prestigieuse université britannique datée du 11 décembre 1886) . En 1887, il déposa le manuscrit original aux Archives départementales, communales et hospitalières de l'Aude et en 1894, il fit don d'un autre exemplaire à la Bibliothèque de la Société des Arts et des Sciences de Carcassonne, il gratifia aussi bien certains membres de son entourage proche que certaines de ces connaissances d'exemplaire dédicacé. La Bibliothèque nationale de France possédait, elle aussi, une édition originale de La Vraie Langue celtique et le cromleck de Rennes-les-Bains, mais le livre fut découvert manquant lors d'un inventaire.
Sous l'apparence d'un traité de linguistique comparée et d'une étude archéologique sur un monument mégalithique, l'auteur invite en omettant et en substituant certaines lettres de l'alphabet, le lecteur à s'interroger sur le sens caché de ses écrits.
Objet de tous les fantasmes, les curieux s’épuisent encore à en comprendre le sens. La Vraie Langue celtique et le Cromleck de Rennes-les-Bains contiendrait pour les uns, un secret d'Église séculaire jalousement gardé par des hauts initiés, tel que le lieu de la sépulture du Christ et peut-être aussi celle de Marie-Madeleine, l'Arche d'Alliance, ainsi qu'un important dépôt trésoraire, celui des Wisigoths caché dans le Haut-Razés à la suite du sac de Rome.
Extrait de La Vraie Langue Celtique, l'abbé Boudet citant le Deutéronome 31:7. Peu de temps avant de mourir, Moïse dit en s'adressant à Josué :
« Soyez ferme et courageux, car c'est vous qui ferez entrer ce peuple dans la terre que Dieu a juré à leurs pères de leur donner, et c'est vous aussi qui la partagerez au sort. »
Le mystère demeure entier, l'abbé Boudet est parti dans la tombe avec son secret, la méthode d'interprétation de son livre.

## Œuvre et travaux divers
- La Vraie Langue celtique et le cromleck de Rennes-les-Bains (1886), publié à compte d'auteur, imprimeur, Victor Bonnafous, successeur de François Pomiès, Carcassonne, 310 pages, avec deux planches hors-texte et une carte géographique dépliante de la région de Rennes-les-Bains, publié en format In-duodecimo. Le manuscrit original fut déposé en 1887 aux Archives départementales, communales et hospitalières de l'Aude, catalogue des manuscrits[42] .
- Remarques sur la phonétique du dialecte languedocien (Mémoires de la Société des Arts et Sciences de Carcassonne, tome VII, pages 42–65, 1894; le manuscrit original est conservé aux Archives départementales de l'Aude sous la cote 16PER7). Réimprimé dans Les Cahiers de Rennes-le-Château, tome IV, 1985.
- Le livre d'Axat, la suite de Remarques sur la phonétique du dialecte languedocien (Compte rendu par Louis Fédié, Mémoires de la Société des Arts et Sciences de Carcassonne, tome VIII, pages 74–78, 1896). L'Alphabet Solaire, livre coécrit par Jean-Luc Chaumeil et Jacques Rivière (publié aux Éditions du Borrego, pages 111-233) reproduit l'intégralité du livre d'Axat en fac-similé accompagné de sa transcription.
- Du Nom de Narbonne et exemples d'interprétation des mots gaulois par les racines saxonnes et l'anglais (travail postérieur à l'année 1886), le manuscrit est composé de 19 pages. Le fac-similé du manuscrit (sans les idéogrammes) figure dans l'annexe de La voie de Dieu et le cromleck de Rennes-les-Bains, livre écrit par Urbain de Larouanne (de son véritable nom Michel Gaillot), publié aux Éditions Bélisane, Nice, 1987.
- Recherches sur le patrimoine audois-La ville de Quillan, document manuscrit inédit et incomplet, provenance Philippe Schrauben. Seules 5 pages numérotées (19 à 23) sont reproduites en fac-similé dans le cahier iconographique et entretien de Henri Boudet, abbé de Rennes-les-Bains, 100e Anniversaire, livre écrit par André Goudonnet, publié chez Arqua édition, 2015.

### Éditions récentes
La Vraie langue celtique et le cromleck de Rennes-les-Bains a fait l'objet de diverses rééditions et de préfaces successives à la suite de la publication en 1967 du livre de Gérard de Sède: L'Or de Rennes. Il est à noter qu'aucune des deux premières rééditions ne respecte le format et la pagination de l'original.
- Philippe Schrauben, 1976, publié à compte d'auteur, la pagination de l'original est mentionné en marge du texte.
- Éditions La Demeure philosophale, Paris, 1978, (tirage limité); préface de Gérard de Sède intitulée Le Joueur de Meaux.
- Éditions Belfond, préface de Pierre Plantard de Saint-Clair, Paris, 1978 ;
- Éditions Bélisane, préface de Philippe Schrauben, Nice, 1984 (réédition conforme à l'original (seule la reproduction de la carte de Rennes-les-Bains laisse à désirer) ;
- Éditions Le Pré aux clercs, préface d'Édouard Brasey, Paris, 2011 •  (ISBN 978-2-84228-457-2)

## Œuvre attribuée à Henri Boudet
- Lazare Véni Foras!, livre dont le sujet est Marie Madeleine (apparait sous deux traitements différents, une première édition publiée soi-disant[43] en 1891, le nom de l'abbé Ed. Boudet y est mentionné sur la première de couverture, puis rééditée en 1914. Cet ouvrage fut mentionné pour la première fois dans le document attribué à Madeleine Blancasall (Pierre Plantard et Philippe de Chérisey), Les Descendants mérovingiens ou l'Énigme du Razès wisigoth, traduit de l'allemand par Walter Celse-Nazaire. Ouvrage déposé à la Bibliothèque nationale de France en 1965 (citant comme source, Genève: Alpina[44]).

## Influence littéraire
- L'Île aux trente cercueils, roman (1919), écrit par Maurice Leblanc.
- Les Templiers sont parmi nous ou l'Énigme de Gisors, enquête (pseudo) historico-ésoterique (1962), écrit par Gérard de Sède.
- Le Serpent Rouge, notes sur Saint-Germain-des-Prés et Saint-Sulpice de Paris, P. Feugère, 9, rue des Cordelliers, Pointoise, brochure de 13 pages, coécrit par Pierre Feugère, Louis Saint-Maxent et Gaston de Koker (Pierre Plantard et Philippe de Chérisey). Ouvrage déposé à la Bibliothèque nationale de France en 1967.

Le Serpent Rouge est une évocation ésoterique sous la forme d'un poème zodiacale et onirique de La Vraie Langue celtique et le cromleck de Rennes-les-Bains et de l'église de Rennes-le-Château.

## Autres lectures
- Voyage en Orient, livre (1851), écrit par Gérard de Nerval.
- Aurélia ou le Rêve et la Vie, nouvelle (1855), écrit par Gérard de Nerval.
- La Cour de Lucifer, livre consacré à la légende du Graal et aux cathares (1937), écrit par Otto Rahn.

## En bande dessinée
- Rudy Jacquier, Rennes-le-Château les Sources 1 et 2, Warcadia, 2016 / 2017  (ISBN 978-2-95-584530-1),  (ISBN 978-2-95-584530-1). Les deux ouvrages présentent en introduction, deux parties illustrées dans un style " Manga " faisant de l' abbé H. Boudet le personnage majeur de l'histoire des deux Rennes.